# Lecania ctesicles
Lecania ctesicles är en tvåvingeart som först beskrevs av Walker 1851.  Lecania ctesicles ingår i släktet Lecania och familjen rovflugor. Inga underarter finns listade i Catalogue of Life.